# Saint-Senier-de-Beuvron
 Saint-Senier-de-Beuvron  es una población y comuna francesa, situada en la región de Baja Normandía, departamento de Mancha, en el distrito de Avranches y cantón de Saint-James.

## Demografía
| 466 | 430 | 382 | 352 | 334 | 306 |
| Para los censos de 1962 a 1999 la población legal corresponde a la población sin duplicidades (Fuente: INSEE [Consultar]) |     |     |     |     |     |